# Championnat du monde junior de hockey sur glace 2011
Navigation
Édition précédente Édition suivante
Le championnat du monde junior de hockey sur glace 2011 se déroula à Buffalo, dans l'État de New York aux États-Unis. Les matchs se sont disputés entre le 26 décembre 2010 et le 5 janvier 2011 au HSBC Arena de Buffalo et au Niagara University's Dwyer Arena de Niagara Falls.

## Division élite

### Tour préliminaire

#### Groupe A
| Date        | Équipe     | Score    | Équipe     | Score par période  |
| ----------- | ---------- | -------- | ---------- | ------------------ |
| 26 décembre | Allemagne  | 3-4      | Suisse     | 0-4, 1-0, 2-0      |
| 26 décembre | Finlande   | 2-3 a.p. | États-Unis | 0-1, 1-1, 1-0, 0-1 |
| 27 décembre | Slovaquie  | 2-1 a.p. | Allemagne  | 0-0, 1-1, 0-0, 1-0 |
| 28 décembre | Suisse     | 0- 4     | Finlande   | 0-1, 0-1, 0-2      |
| 28 décembre | États-Unis | 6-1      | Slovaquie  | 2-0, 4-1, 0-0      |
| 29 décembre | Finlande   | 5-1      | Allemagne  | 1-0, 3-0, 1-1      |
| 30 décembre | Suisse     | 6-4      | Slovaquie  | 3-1, 1-1, 2-2      |
| 30 décembre | Allemagne  | 0-4      | États-Unis | 0-2, 0-2, 0-0      |
| 31 décembre | Slovaquie  | 0-6      | Finlande   | 0-3, 0-3, 0-0      |
| 31 décembre | États-Unis | 2-1      | Suisse     | 1-1, 1-0, 0-0      |

Les trois premiers sont qualifiés pour le tour final, le premier accédant directement à la demi-finale.
|   | Équipe     | PJ | V | VP | DP | D | BP | BC | Pts |
| 1 | États-Unis | 4  | 3 | 1  | 0  | 0 | 15 | 4  | 11  |
| 2 | Finlande   | 4  | 3 | 0  | 1  | 0 | 17 | 4  | 10  |
| 3 | Suisse     | 4  | 2 | 0  | 0  | 2 | 11 | 13 | 6   |
| 4 | Slovaquie  | 4  | 0 | 1  | 0  | 3 | 7  | 19 | 2   |
| 5 | Allemagne  | 4  | 0 | 0  | 1  | 3 | 5  | 15 | 1   |

#### Groupe B
| Date        | Équipe             | Score      | Équipe             | Score par période       |
| ----------- | ------------------ | ---------- | ------------------ | ----------------------- |
| 26 décembre | Russie             | 3-6        | Canada             | 1-1, 2-2, 0-3           |
| 26 décembre | Norvège            | 1-7        | Suède              | 0-2, 0-2, 1-3           |
| 27 décembre | République tchèque | 2-0        | Norvège            | 0-0, 1-0, 1-0           |
| 28 décembre | Canada             | 7-2        | République tchèque | 2-1, 3-0, 2-1           |
| 28 décembre | Suède              | 2-0        | Russie             | 2-0, 0-0, 0-0           |
| 29 décembre | Norvège            | 1-10       | Canada             | 1-6, 0-1, 0-3           |
| 30 décembre | Suède              | 6-3        | République tchèque | 3-1, 2-2, 1-0           |
| 30 décembre | Russie             | 8-2        | Norvège            | 2-2, 1-0, 5-0           |
| 31 décembre | Canada             | 5-6 t.a.b. | Suède              | 3-2, 1-2, 1-1, 0-0, 0-1 |
| 31 décembre | République tchèque | 3-8        | Russie             | 1-4, 1-4, 1-0           |

Les trois premiers sont qualifiés pour le tour final, le premier accédant directement à la demi-finale.
|   | Équipe   | PJ | V | VP | DP | D | BP | BC | Pts |
| 1 | Suède    | 4  | 3 | 1  | 0  | 0 | 21 | 9  | 11  |
| 2 | Canada   | 4  | 3 | 0  | 1  | 0 | 28 | 12 | 10  |
| 3 | Russie   | 4  | 2 | 0  | 0  | 2 | 19 | 13 | 6   |
| 4 | Tchéquie | 4  | 1 | 0  | 0  | 3 | 10 | 21 | 3   |
| 5 | Norvège  | 4  | 0 | 0  | 0  | 4 | 4  | 27 | 0   |

### Tour de relégation
Tous les matchs sont joués dans le Dwyer Arena. Les résultats des matchs du premier tour sont conservés. La Norvège et l'Allemagne sont reléguées en division I pour l'édition 2012.
| Date      | Équipe             | Score | Équipe    | Score par période |
| --------- | ------------------ | ----- | --------- | ----------------- |
| 2 janvier | Slovaquie          | 5-0   | Norvège   | 2-0, 0-0, 3-0     |
| 2 janvier | République tchèque | 3-2   | Allemagne | 0-0, 1-1, 2-1     |
| 4 janvier | Allemagne          | 1-3   | Norvège   | 0-1, 1-0, 0-2     |
| 4 janvier | République tchèque | 5-2   | Slovaquie | 2-0, 3-2, 0-0     |

|    | Équipe    | PJ | V | VP | DP | D | BP | BC | Pts |
| 7  | Tchéquie  | 3  | 3 | 0  | 0  | 0 | 10 | 4  | 9   |
| 8  | Slovaquie | 3  | 1 | 1  | 0  | 1 | 9  | 6  | 5   |
| 9  | Norvège   | 3  | 1 | 0  | 0  | 2 | 3  | 8  | 3   |
| 10 | Allemagne | 3  | 0 | 0  | 1  | 2 | 4  | 8  | 1   |

### Tour final

#### Arbre de qualification
|  | Quarts de finale | Quarts de finale | Quarts de finale |            |    | Demi-finales | Demi-finales | Demi-finales |  |  | Finales | Finales | Finales |
|  |                  |                  |                  |            |    |              |              |              |  |  |         |         |         |
|  | A2               | Finlande         | 3                |            |    |              |              |              |  |  |         |         |         |
|  | B3               | Russie           | 4 a.p.           |            |    |              |              |              |  |  |         |         |         |
|  | B3               | Russie           | 4 a.p.           |            | B3 | Russie       | 4            |              |  |  |         |         |         |
|  |                  |                  |                  |            | B3 | Russie       | 4            |              |  |  |         |         |         |
|  |                  |                  | B1               | Suède      | 3  |              |              |              |  |  |         |         |         |
|  |                  |                  | B1               | Suède      | 3  |              |              |              |  |  |         |         |         |
|  |                  |                  |                  |            |    |              |              |              |  |  |         |         |         |
|  |                  |                  |                  |            |    |              |              |              |  |  |         |         |         |
|  |                  |                  |                  |            |    |              |              |              |  |  | B3      | Russie  | 5       |
|  |                  |                  | B2               | Canada     | 3  |              |              |              |  |  |         |         |         |
|  | B2               | Canada           | 4                |            |    |              |              |              |  |  |         |         |         |
|  | A3               | Suisse           | 1                |            |    |              |              |              |  |  |         |         |         |
|  | A3               | Suisse           | 1                |            | B2 | Canada       | 4            |              |  |  |         |         |         |
|  |                  |                  |                  |            | B2 | Canada       | 4            |              |  |  |         |         |         |
|  |                  |                  | A1               | États-Unis | 1  |              |              |              |  |  |         |         |         |
|  |                  |                  | A1               | États-Unis | 1  |              |              |              |  |  |         |         |         |
|  |                  |                  |                  |            |    |              |              |              |  |  |         |         |         |

#### Détails des matchs

##### Quarts de finale
| 2 janvier 2011 | Canada | 4-1 (1-1, 1-0, 2-0) | Suisse | 14 890 spectateurs |

| Feuille de match | Feuille de match | Feuille de match    | Feuille de match                     | Feuille de match |
| ---------------- | --- | ------------------- | ------------------------------------ | ---------------- |
|                  | R. Johansen (B. Schenn, R. Ellis) (SN) – 15 min 6 s C. Cizikas (C. Ashton, S. Després) – 37 min 28 s L. Leblanc (C. Eakin, B. Schenn) – 44 min 17 s Z. Kassian (cage vide) – 58 min 1 s | 0-1 1-1 2-1 3-1 4-1 | 1 min 9 s – I. Pestoni (S. Bärtschi) |                  |
| Mark Visentin    | Gardiens | Benjamin Conz       |                                      |                  |
| 4 min            | Pénalités | 32 min              |                                      |                  |
| 50               | Tirs | 22                  |                                      |                  |

| 2 janvier 2011 | Finlande | 3-4 (pr) (1-1, 1-0, 1-2, 0-1) | Russie | 13 471 spectateurs |

| Feuille de match | Feuille de match | Feuille de match            | Feuille de match | Feuille de match |
| ---------------- | --- | --------------------------- | --- | ---------------- |
|                  | T. Pulkkinen (I. Pakarinen) – 12 min 32 s J. Junttila (M. Salomäki) – 37 min 26 s J. Donskoi (T. Pulkkinen, S. Vatanen) (SN) – 42 min 24 s | 0-1 1-1 2-1 3-1 3-2 3-3 3-4 | 10 min 10 s – I. Ourytchev (D. Sobtchenko, V. Tarassenko) 56 min 19 s – I. Kouznetsov (M. Kitsyne) (SN) 58 min 22 s – M. Kitsyne (I. Kouznetsov, S. Kalinine) 66 min 44 s – I. Kouznetsov (M. Kitsyne) |                  |
| Joni Ortio       | Gardiens | Dmitri Chikine              | |                  |
| 10 min           | Pénalités | 12 min                      | |                  |
| 41               | Tirs | 34                          | |                  |

##### Demi-finales
| 3 janvier 2011 | Suède | 3-4 (TB) (0-1, 1-1, 2-1, 0-0, 0-1) | Russie | 13 435 spectateurs |

| Feuille de match | Feuille de match | Feuille de match            | Feuille de match | Feuille de match |
| ---------------- | --- | --------------------------- | --- | ---------------- |
|                  | A. Larsson (R. Rakell, J. Thörnberg) (SN) – 37 min 59 s C. Järnkrok (J. Fasth, A. Larsson) – 41 min 20 s P. Cehlin (A. Larsson) (SN) – 56 min 41 s | 0-1 0-2 1-2 2-2 3-2 3-3 3-4 | 6 min 37 s – V. Tarassenko (S. Valouïski) 27 min 9 s – D. Goloubev (S. Botcharov, A. Panarine) 58 min 33 s – S. Kalinine (M. Kitsyne, D. Orlov) D. Goloubev |                  |
| Robin Lehner     | Gardiens | Dmitri Chikine              | |                  |
| 6 min            | Pénalités | 8 min                       | |                  |
| 49               | Tirs | 32                          | |                  |

| 5 janvier 2011 | États-Unis | 1-4 (0-2, 0-1, 1-1) | Canada | 18 690 spectateurs |

| Feuille de match | Feuille de match                                 | Feuille de match    | Feuille de match | Feuille de match |
| ---------------- | ------------------------------------------------ | ------------------- | --- | ---------------- |
|                  | C. Brown (J. Morin, N. Leddy) (SN) – 49 min 37 s | 0-1 0-2 0-3 0-4 1-4 | 2 min 38 s – C. Hamilton (C. Eakin) 13 min 54 s – Q. Howden (B. Connolly, M. Visentin) 25 min 59 s – R. Johansen (SN) 46 min 2 s – Z. Kassian (C. de Haan) |                  |
| Jack Campbell    | Gardiens                                         | Mark Visentin       | |                  |
| 6 min            | Pénalités                                        | 8 min               | |                  |
| 23               | Tirs                                             | 41                  | |                  |

##### Match pour la cinquième place
| 4 janvier 2011 | Finlande | 2-3 (TB) (2-1, 0-1, 0-0, 0-0, 0-1) | Suisse | 14 052 spectateurs |

| Feuille de match | Feuille de match                                                                            | Feuille de match    | Feuille de match                                                                                                 | Feuille de match |
| ---------------- | ------------------------------------------------------------------------------------------- | ------------------- | --- | ---------------- |
|                  | T. Pulkkinen (E. Haula, I. Pakarinen) – 0 min 22 s E. Haula (T. Tallberg) (IN) – 18 min 3 s | 1-0 1-1 2-1 2-2 2-3 | 2 min 56 s – I. Pestoni 25 min 23 s – L. Camperchioli (N. Niederreiter, D. Trutmann) (PP) 65 min 0 s – Y. Herren |                  |
| Joni Ortio       | Gardiens                                                                                    | Benjamin Conz       | |                  |
| 24 min           | Pénalités                                                                                   | 14 min              | |                  |
| 23               | Tirs                                                                                        | 31                  | |                  |

##### Match pour la troisième place
| 5 janvier 2011 | Suède | 2-4 (0-0, 1-1, 1-3) | États-Unis | 16 104 spectateurs |

| Feuille de match          | Feuille de match                                                                           | Feuille de match        | Feuille de match | Feuille de match |
| ------------------------- | ------------------------------------------------------------------------------------------ | ----------------------- | --- | ---------------- |
|                           | O. Lindberg (C. Klingberg, S. Wännström) – 31 min 58 s J. Fasth (J. Larsson) – 54 min 18 s | 1-0 1-1 1-2 1-3 2-3 2-4 | 33 min 32 s – C. Kreider (C. Brown, J. Merrill) (SN) 40 min 52 s – D. Shore (J. Faulk, K. Palmieri) 51 min 40 s – N. Bjugstad (N. Leddy, R. Bourque) 58 min 7 s – C. Kreider (K. Palmieri, B. Dumoulin) |                  |
| Fredrik Petterson-Wentzel | Gardiens                                                                                   | Jack Campbell           | |                  |
| 12 min                    | Pénalités                                                                                  | 8 min                   | |                  |
| 36                        | Tirs                                                                                       | 44                      | |                  |

##### Finale
| 5 janvier 2011 | Canada | 3-5 (2-0, 1-0, 0-5) | Russie | 18 690 spectateurs |

| Feuille de match | Feuille de match | Feuille de match                | Feuille de match | Feuille de match |
| ---------------- | --- | ------------------------------- | --- | ---------------- |
|                  | R. Ellis (B. Schenn, C. de Haan) (SN) – 4 min 50 s C. Ashton (L. Leblanc) – 19 min 46 s B. Schenn (M. Foligno) – 26 min 27 s | 1-0 2-0 3-0 3-1 3-2 3-3 3-4 3-5 | 42 min 33 s – A. Panarine (D. Goloubev, M. Berezine) 42 min 46 s – M. Kitsyne (I. Kouznetsov, S. Kalinine) 47 min 29 s – V. Tarassenko (I. Kouznetsov) 55 min 22 s – A. Panarine (V. Tarassenko, D. Goloubev) 58 min 44 s – N. Dvouretchenski (I. Kouznetsov) |                  |
| Mark Visentin    | Gardiens | Dmitri Chikine Igor Bobkov      | |                  |
| 4 min            | Pénalités | 8 min                           | |                  |
| 38               | Tirs | 27                              | |                  |

### Classement final
| Place              | Équipe     |
| Médaille d'or      | Russie     |
| Médaille d'argent  | Canada     |
| Médaille de bronze | États-Unis |
| 4                  | Suède      |
| 5                  | Suisse     |
| 6                  | Finlande   |
| 7                  | Tchéquie   |
| 8                  | Slovaquie  |
| 9                  | Norvège    |
| 10                 | Allemagne  |

### Récompenses du tournoi
Meilleur joueur
- Brayden Schenn (Canada)

Équipe d'étoiles
- Gardien de but : Jack Campbell (États-Unis)
- Défenseurs : Ryan Ellis (Canada), Dmitri Orlov (Russie)
- Attaquants : Brayden Schenn (Canada), Ryan Johansen (Canada), Ievgueni Kouznetsov (Russie)

Meilleurs joueurs de l'IIHF
- Gardien de but : Jack Campbell (États-Unis)
- Défenseur : Ryan Ellis (Canada)
- Attaquant : Brayden Schenn (Canada)

### Meilleurs pointeurs
| Rang | Joueur              | Pays      | PJ | B | A  | Pts | +/− | Pun | Poste |
| ---- | ------------------- | --------- | -- | - | -- | --- | --- | --- | ----- |
| 1    | Brayden Schenn      | Canada    | 7  | 8 | 10 | 18  | +10 | 0   | A     |
| 2    | Ievgueni Kouznetsov | Russie    | 7  | 4 | 7  | 11  | +7  | 4   | A     |
| 2    | Vladimir Tarassenko | Russie    | 7  | 4 | 7  | 11  | +8  | 0   | A     |
| 4    | Ryan Ellis          | Canada    | 7  | 3 | 7  | 10  | +2  | 2   | D     |
| 5    | Richard Pánik       | Slovaquie | 6  | 7 | 2  | 9   | +1  | 12  | A     |
| 6    | Maksim Kitsyne      | Russie    | 7  | 5 | 4  | 9   | +7  | 0   | A     |
| 7    | Teemu Pulkkinen     | Finlande  | 6  | 3 | 6  | 9   | +2  | 6   | A     |
| 8    | Ryan Johansen       | Canada    | 7  | 3 | 6  | 9   | +4  | 2   | A     |
| 9    | Dmitri Orlov        | Russie    | 7  | 1 | 8  | 9   | +10 | 6   | D     |
| 10   | Jakub Jeřábek       | Tchéquie  | 6  | 1 | 7  | 8   | +1  | 4   | D     |

### Meilleurs gardiens de but
Ayant disputés au minimum 40 % du temps de jeu de leur équipe.
| Rang | Joueur         | Pays       | TSG          | BC | Moy  | %Arr  | Bl |
| ---- | -------------- | ---------- | ------------ | -- | ---- | ----- | -- |
| 1    | Jack Campbell  | États-Unis | 353 min 35 s | 10 | 1.70 | 94.08 | 0  |
| 2    | Joni Ortio     | Finlande   | 354 min 52 s | 11 | 1.86 | 93.12 | 1  |
| 3    | Niklas Treutle | Allemagne  | 186 min 4 s  | 7  | 2.26 | 93.00 | 0  |
| 4    | Mark Visentin  | Canada     | 239 min 5 s  | 8  | 2.01 | 92.31 | 0  |
| 5    | Dmitri Chikine | Russie     | 342 min 11 s | 16 | 2.81 | 92.00 | 0  |

### Médaillés
| Champions du monde Russie | Gueorgui Berdioukov, Maksim Berezine, Igor Bobkov, Stanislav Botcharov, Anton Bourdassov, Nikita Dvouretchenski, Denis Goloubev, Maksim Ignatovitch, Sergueï Kalinine, Maksim Kitsyne, Ievgueni Kouznetsov, Dmitri Orlov, Artemi Panarine, Nikita Pivtsakine, Nikita Zaïtsev, Dmitri Chikine, Andreï Sergueïev, Daniil Sobtchenko, Vladimir Tarassenko, Iouri Ourytchev, Semion Valouïski, Artiom Voronine Entraîneur : Valeri Braguine |

| Argent Canada | Carter Ashton, Tyson Barrie, Casey Cizikas, Brett Connolly, Sean Couturier, Jared Cowen, Simon Després, Cody Eakin, Ryan Ellis, Marcus Foligno, Erik Gudbranson, Calvin de Haan, Curtis Hamilton, Quinton Howden, Ryan Johansen, Zack Kassian, Louis Leblanc, Dylan Olsen, Olivier Roy, Brayden Schenn, Jaden Schwartz, Mark Visentin Entraîneur : Dave Cameron |

| Bronze États-Unis | Nick Bjugstad, Ryan Bourque, Chris Brown, Mitch Callahan, Jack Campbell, Charlie Coyle, Jerry D’Amigo, Brian Dumoulin, Emerson Etem, Justin Faulk, Derek Forbort, Andy Iles, Chris Kreider, Nick Leddy, Jon Merrill, Jeremy Morin, Brock Nelson, Kyle Palmieri, John Ramage, Drew Shore, Patrick Wey, Jason Zucker Entraîneur : Keith Allain |

## Division I
La Lettonie et le Danemark sont promus en élite pour l'édition 2012. La Lituanie et l'Ukraine sont relégués en division II.

### Groupe A
À Bobrouïsk en Biélorussie.
| Date        | Équipe          | Score | Équipe          | Score par période |
| ----------- | --------------- | ----- | --------------- | ----------------- |
| 13 décembre | Japon           | 0-6   | Italie          | 0-0, 0-3, 0-3     |
| 13 décembre | Grande-Bretagne | 1-6   | Lettonie        | 0-1, 0-4, 1-1     |
| 13 décembre | Ukraine         | 2-7   | Biélorussie     | 0-1, 1-2, 1-4     |
| 14 décembre | Italie          | 0-2   | Grande-Bretagne | 0-0, 0-2, 0-0     |
| 14 décembre | Lettonie        | 9-0   | Ukraine         | 3-0, 2-0, 4-0     |
| 14 décembre | Biélorussie     | 4-1   | Japon           | 1-0, 0-1, 3-0     |
| 16 décembre | Grande-Bretagne | 5-1   | Ukraine         | 0-0, 2-1, 3-0     |
| 16 décembre | Lettonie        | 2-1   | Japon           | 1-1, 1-0, 0-0     |
| 16 décembre | Biélorussie     | 4-2   | Italie          | 0-0, 2-1, 2-1     |
| 17 décembre | Ukraine         | 0-6   | Japon           | 0-3, 0-1, 0-2     |
| 17 décembre | Italie          | 0-1   | Lettonie        | 0-0, 0-1, 0-0     |
| 17 décembre | Biélorussie     | 2-1   | Grande-Bretagne | 0-1, 0-0, 2-0     |
| 19 décembre | Japon           | 1-3   | Grande-Bretagne | 0-0, 0-2, 1-1     |
| 19 décembre | Italie          | 5-1   | Ukraine         | 1-0, 4-0, 0-1     |
| 19 décembre | Lettonie        | 3-1   | Biélorussie     | 1-1, 1-0, 1-0     |

|   | Équipe          | PJ | V | VP | DP | D | BP | BC | Diff. | Pts |
| 1 | Lettonie        | 5  | 5 | 0  | 0  | 0 | 21 | 3  | +18   | 15  |
| 2 | Biélorussie     | 5  | 4 | 0  | 0  | 1 | 18 | 9  | +9    | 12  |
| 3 | Grande-Bretagne | 5  | 3 | 0  | 0  | 2 | 12 | 10 | +2    | 9   |
| 4 | Italie          | 5  | 2 | 0  | 0  | 3 | 13 | 8  | +5    | 6   |
| 5 | Japon           | 5  | 1 | 0  | 0  | 4 | 9  | 15 | -6    | 3   |
| 6 | Ukraine         | 5  | 0 | 0  | 0  | 5 | 4  | 32 | -28   | 0   |

Meilleurs joueurs
- Meilleur gardien de but : Ben Bowns (Grande-Bretagne)
- Meilleur défenseur : Ralfs Freibergs (Lettonie)
- Meilleur attaquant : Nikolai Souslo (Biélorussie)

### Groupe B
À Bled en Slovénie.
| Date        | Équipe     | Score    | Équipe     | Score par période  |
| ----------- | ---------- | -------- | ---------- | ------------------ |
| 12 décembre | Kazakhstan | 1-7      | Danemark   | 0-2, 1-1, 0-4      |
| 12 décembre | Lituanie   | 0-5      | Autriche   | 0-1, 0-3, 0-1      |
| 12 décembre | Croatie    | 3-11     | Slovénie   | 0-4, 2-5, 1-2      |
| 13 décembre | Autriche   | 5-2      | Kazakhstan | 0-1, 4-1, 1-0      |
| 13 décembre | Danemark   | 12-3     | Croatie    | 4-1, 5-1, 3-1      |
| 14 décembre | Slovénie   | 10-3     | Lituanie   | 6-1, 2-1, 2-1      |
| 15 décembre | Autriche   | 4-3 a.p. | Croatie    | 0-0, 2-1, 1-2, 1-0 |
| 15 décembre | Lituanie   | 4-6      | Kazakhstan | 2-0, 1-3, 1-3      |
| 15 décembre | Danemark   | 2-1      | Slovénie   | 1-1, 1-0, 0-0      |
| 16 décembre | Kazakhstan | 6-2      | Croatie    | 2-0, 2-2, 2-0      |
| 17 décembre | Danemark   | 9-1      | Lituanie   | 6-1, 0-0, 3-0      |
| 17 décembre | Slovénie   | 3-2      | Autriche   | 1-0, 0-0, 2-2      |
| 18 décembre | Croatie    | 5-2      | Lituanie   | 0-1, 1-1, 4-0      |
| 18 décembre | Autriche   | 8-5      | Danemark   | 2-2, 5-2, 1-1      |
| 18 décembre | Slovénie   | 6-4      | Kazakhstan | 0-2, 1-2, 5-0      |

|   | Équipe     | PJ | V | VP | DP | D | BP | BC | Diff. | Pts |
| 1 | Danemark   | 5  | 4 | 0  | 0  | 1 | 35 | 14 | +21   | 12  |
| 2 | Slovénie   | 5  | 4 | 0  | 0  | 1 | 31 | 14 | +17   | 12  |
| 3 | Autriche   | 5  | 3 | 1  | 0  | 1 | 24 | 13 | +11   | 11  |
| 4 | Kazakhstan | 5  | 2 | 0  | 0  | 3 | 19 | 24 | -5    | 6   |
| 5 | Croatie    | 5  | 1 | 0  | 1  | 3 | 16 | 35 | -19   | 4   |
| 6 | Lituanie   | 5  | 0 | 0  | 0  | 5 | 10 | 35 | -25   | 0   |

Meilleurs joueurs
- Meilleur gardien de but : Luka Gracnar (Slovénie)
- Meilleur défenseur : Jesper Jensen (Danemark)
- Meilleur attaquant : Eric Pance (Slovénie)

## Division II
La France et la Pologne sont promues en division 1 pour l'édition 2012. L'Islande et la Chine sont reléguées en division III.

### Groupe A
À Eindhoven aux Pays-Bas.
| Date        | Équipe   | Score      | Équipe   | Score par période       |
| ----------- | -------- | ---------- | -------- | ----------------------- |
| 13 décembre | Islande  | 5-1        | Belgique | 1-1, 1-0, 3-0           |
| 13 décembre | Espagne  | 1-8        | France   | 0-2, 0-2, 1-4           |
| 13 décembre | Pays-Bas | 5-2        | Estonie  | 2-2, 0-0, 3-0           |
| 14 décembre | France   | 15-0       | Belgique | 5-0, 5-0, 5-0           |
| 14 décembre | Pays-Bas | 3-1        | Espagne  | 1-0, 1-0, 1-1           |
| 14 décembre | Estonie  | 7-1        | Islande  | 0-1, 4-0, 3-0           |
| 16 décembre | Pays-Bas | 5-1        | Islande  | 1-1, 1-0, 3-0           |
| 16 décembre | Espagne  | 5-2        | Belgique | 2-1, 1-0, 2-1           |
| 16 décembre | France   | 11-0       | Estonie  | 4-0, 4-0, 3-0           |
| 17 décembre | Belgique | 6-5 t.a.b. | Pays-Bas | 2-2, 1-1, 2-2, 0-0, 1-0 |
| 17 décembre | Islande  | 3-9        | France   | 1-2, 0-4, 2-3           |
| 17 décembre | Estonie  | 3-4        | Espagne  | 1-1, 1-1, 1-2           |
| 19 décembre | Espagne  | 1-0        | Islande  | 1-0, 0-0, 0-0           |
| 19 décembre | France   | 6-1        | Pays-Bas | 4-0, 2-1, 0-0           |
| 19 décembre | Belgique | 8-4        | Estonie  | 3-0, 4-3, 1-1           |

|   | Équipe   | PJ | V | VP | DP | D | BP | BC | Diff. | Pts |
| 1 | France   | 5  | 5 | 0  | 0  | 0 | 49 | 5  | +44   | 15  |
| 2 | Pays-Bas | 5  | 3 | 0  | 1  | 1 | 19 | 16 | +3    | 10  |
| 3 | Espagne  | 5  | 3 | 0  | 0  | 2 | 12 | 16 | -4    | 9   |
| 4 | Belgique | 5  | 1 | 1  | 0  | 3 | 17 | 34 | -17   | 5   |
| 5 | Estonie  | 5  | 1 | 0  | 0  | 4 | 16 | 29 | -13   | 3   |
| 6 | Islande  | 5  | 1 | 0  | 0  | 4 | 10 | 23 | -13   | 3   |

Meilleurs joueurs
- Meilleur gardien : Ander Alcaine (Espagne).
- Meilleur défenseur : Victor Vitton-Mea (France).
- Meilleur attaquant : Nicolas Ritz (France).
- Meilleur pointeur : Eliot Berthon (France).

### Groupe B
À Miercurea Ciuc en Roumanie.
| Date        | Équipe       | Score | Équipe       | Score par période |
| ----------- | ------------ | ----- | ------------ | ----------------- |
| 13 décembre | Australie    | 5-7   | Corée du Sud | 0-4, 4-2, 1-1     |
| 13 décembre | Hongrie      | 20-0  | Chine        | 11-0, 3-0, 6-0    |
| 13 décembre | Roumanie     | 1-8   | Pologne      | 1-3, 0-2, 0-3     |
| 14 décembre | Chine        | 3-10  | Australie    | 0-2, 0-5, 3-3     |
| 14 décembre | Pologne      | 10-3  | Corée du Sud | 6-0, 2-1, 2-2     |
| 14 décembre | Hongrie      | 7-0   | Roumanie     | 3-0, 4-0, 0-0     |
| 16 décembre | Pologne      | 20-0  | Chine        | 4-0, 6-0, 10-0    |
| 16 décembre | Hongrie      | 9-4   | Australie    | 4-2, 3-2, 2-0     |
| 16 décembre | Roumanie     | 3-4   | Corée du Sud | 2-1, 1-1, 0-2     |
| 17 décembre | Australie    | 0-14  | Pologne      | 0-3, 0-4, 0-7     |
| 17 décembre | Corée du Sud | 3-8   | Hongrie      | 0-6, 1-2, 2-0     |
| 17 décembre | Chine        | 3-6   | Roumanie     | 1-1, 0-2, 2-3     |
| 19 décembre | Corée du Sud | 10-4  | Chine        | 5-2, 2-2, 3-0     |
| 19 décembre | Pologne      | 9-6   | Hongrie      | 4-1, 4-4, 1-1     |
| 19 décembre | Roumanie     | 6-2   | Australie    | 2-1, 2-0, 2-1     |

|   | Équipe       | PJ | V | VP | DP | D | BP | BC | Diff. | Pts |
| 1 | Pologne      | 5  | 5 | 0  | 0  | 0 | 61 | 10 | +51   | 15  |
| 2 | Hongrie      | 5  | 4 | 0  | 0  | 1 | 50 | 16 | +34   | 12  |
| 3 | Corée du Sud | 5  | 3 | 0  | 0  | 2 | 27 | 30 | -3    | 9   |
| 4 | Roumanie     | 5  | 2 | 0  | 0  | 3 | 16 | 24 | -8    | 6   |
| 5 | Australie    | 5  | 1 | 0  | 0  | 4 | 21 | 39 | -18   | 3   |
| 6 | Chine        | 5  | 0 | 0  | 0  | 5 | 10 | 66 | -56   | 0   |

## Division III
À Mexico au Mexique. Le Mexique et la Serbie sont promus en division II pour l'édition 2012.
| Date       | Équipe           | Score    | Équipe           | Score par période       |
| ---------- | ---------------- | -------- | ---------------- | ----------------------- |
| 9 janvier  | Mexique          | 8-0      | Bulgarie         | 1-0, 4-0, 3-0           |
| 9 janvier  | Corée du Nord    | 12-4     | Turquie          | 3-0, 4-2, 5-2           |
| 9 janvier  | Nouvelle-Zélande | 5-3      | Taiwan           | 2-1, 0-0, 3-2           |
| 10 janvier | Serbie           | 8-0      | Bulgarie         | 1-0, 4-0, 3-0           |
| 10 janvier | Taiwan           | 4-6      | Corée du Nord    | 3-0, 1-2, 0-4           |
| 10 janvier | Turquie          | 5-7      | Mexique          | 4-3, 1-2, 0-2           |
| 12 janvier | Nouvelle-Zélande | 5-2      | Bulgarie         | 1-0, 2-1, 2-1           |
| 12 janvier | Serbie           | 7-1      | Turquie          | 3-1, 0-0, 4-0           |
| 12 janvier | Mexique          | 9-1      | Taiwan           | 0-1, 4-0, 5-0           |
| 14 janvier | Bulgarie         | 1-8      | Corée du Nord    | 0-4, 1-3, 0-1           |
| 14 janvier | Turquie          | 9-1      | Nouvelle-Zélande | 3-1, 2-0, 4-0           |
| 14 janvier | Taiwan           | 0-13     | Serbie           | 0-3, 0-3, 0-7           |
| 15 janvier | Turquie          | 9-3      | Bulgarie         | 2-2, 4-0, 3-1           |
| 15 janvier | Serbie           | 13-2     | Nouvelle-Zélande | 7-0, 4-1, 2-1           |
| 15 janvier | Mexique          | 6-0      | Corée du Nord    | 3-0, 0-0, 3-0           |
| 17 janvier | Corée du Nord    | 0-4      | Serbie           | 0-0, 0-4, 0-0           |
| 17 janvier | Bulgarie         | 6-5 t.f. | Taiwan           | 1-4, 2-0, 2-1, 0-0, 1-0 |
| 17 janvier | Nouvelle-Zélande | 1-5      | Mexique          | 1-0, 0-1, 0-4           |
| 18 janvier | Corée du Nord    | 11-3     | Nouvelle-Zélande | 2-0, 4-2, 5-1           |
| 18 janvier | Taiwan           | 3-8      | Turquie          | 0-2, 0-3, 3-3           |
| 18 janvier | Serbie           | 2-4      | Mexique          | 0-2, 1-0, 1-2           |

|   | Équipe           | PJ | V | VP | DP | D | BP | BC | Diff. | Pts |
| 1 | Mexique          | 6  | 6 | 0  | 0  | 0 | 39 | 9  | +30   | 18  |
| 2 | Serbie           | 6  | 5 | 0  | 0  | 1 | 56 | 8  | +48   | 15  |
| 3 | Corée du Nord    | 6  | 4 | 0  | 0  | 2 | 37 | 22 | +15   | 12  |
| 4 | Turquie          | 6  | 3 | 0  | 0  | 3 | 36 | 33 | +3    | 9   |
| 5 | Nouvelle-Zélande | 6  | 2 | 0  | 0  | 4 | 17 | 43 | -26   | 6   |
| 6 | Bulgarie         | 6  | 0 | 1  | 0  | 5 | 13 | 52 | -39   | 2   |
| 7 | Taipei chinois   | 6  | 0 | 0  | 1  | 5 | 16 | 47 | -31   | 1   |